# Debreceni VSC w europejskich pucharach
Występy w europejskich pucharach węgierskiego klubu piłkarskiego Debreceni VSC.
Legenda do wszystkich tabel:
- Q – runda eliminacyjna, 1/16, 1/8, 1/4, 1/2 – odpowiednia faza rozgrywek, Grupa – runda grupowa, 1r gr – pierwsza runda grupowa, 2r gr – druga runda grupowa, F – finał, R – runda, PO – play-off
- k. – rzuty karne, los. – losowanie, Dogr. – dogrywka, w. – zasada bramek strzelonych na wyjeździe

## Wykaz spotkań pucharowych

### 1998–2000
| Sezon     | Rozgrywki        | Runda | Klub            | Dom | Wyjazd | Ogólnie |
| --------- | ---------------- | ----- | --------------- | --- | ------ | ------- |
| 1998      | Puchar Intertoto | 1R    | Dniapro Mohylew | 6–0 | 4–2    | 10–2    |
| 1998      | Puchar Intertoto | 2R    | Hradec Králové  | 0–0 | 1–1    | 1–1, w. |
| 1998      | Puchar Intertoto | 3R    | Hansa Rostock   | 1–1 | 2–1    | 3–2     |
| 1998      | Puchar Intertoto | 1/2   | Ruch Chorzów    | 0–3 | 0–1    | 0–4     |
| 1999/2000 | Puchar UEFA      | 1R    | VfL Wolfsburg   | 2–1 | 0–2    | 2–3     |

### 2001–2020
| Sezon   | Rozgrywki        | Runda   | Klub                    | Dom | Wyjazd | Ogólnie    |
| ------- | ---------------- | ------- | ----------------------- | --- | ------ | ---------- |
| 2001/02 | Puchar UEFA      | Q       | Nistru Otaci            | 3–0 | 0–1    | 3–1        |
| 2001/02 | Puchar UEFA      | 1R      | Girondins Bordeaux      | 3–1 | 1–5    | 4–6        |
| 2003/04 | Puchar UEFA      | Q       | Ekranas Poniewież       | 2–1 | 1–1    | 3–2        |
| 2003/04 | Puchar UEFA      | 1R      | Varteks Varaždin        | 3–2 | 3–1    | 6–3        |
| 2003/04 | Puchar UEFA      | 2R      | PAOK FC                 | 0–0 | 1–1    | 1–1, w.    |
| 2003/04 | Puchar UEFA      | 3R      | Club Brugge             | 0–0 | 0–1    | 0–1        |
| 2004    | Puchar Intertoto | 1R      | Spartak Trnawa          | 4–1 | 0–3    | 4–4, w.    |
| 2005/06 | Liga Mistrzów    | 2Q      | Hajduk Split            | 3–0 | 5–0    | 8–0        |
| 2005/06 | Liga Mistrzów    | 3Q      | Manchester United       | 0–3 | 0–3    | 0–6        |
| 2005/06 | Puchar UEFA      | 1Q      | Szachtar Donieck        | 0–2 | 1–4    | 1–6        |
| 2006/07 | Liga Mistrzów    | 2Q      | Rabotniczki             | 1–1 | 1–4    | 2–5        |
| 2007/08 | Liga Mistrzów    | 2Q      | Elfsborg                | 0–1 | 0–0    | 0–1        |
| 2008/09 | Puchar UEFA      | 1Q      | Szachtior Karaganda     | 1–0 | 1–1    | 2–1        |
| 2008/09 | Puchar UEFA      | 2Q      | BSC Young Boys          | 2–3 | 1–4    | 3–7        |
| 2009/10 | Liga Mistrzów    | 2Q      | Kalmar                  | 2–0 | 1–3    | 3–3, w.    |
| 2009/10 | Liga Mistrzów    | 3Q      | Levadia Tallinn         | 1–0 | 1–0    | 2–0        |
| 2009/10 | Liga Mistrzów    | PO      | Lewski Sofia            | 2–0 | 2–1    | 4–1        |
| 2009/10 | Liga Mistrzów    | Grupa E | Liverpool               | 0–1 | 0–1    | 4. miejsce |
| 2009/10 | Liga Mistrzów    | Grupa E | Olympique Lyon          | 0–4 | 0–4    | 4. miejsce |
| 2009/10 | Liga Mistrzów    | Grupa E | ACF Fiorentina          | 3–4 | 2–5    | 4. miejsce |
| 2010/11 | Liga Mistrzów    | 2Q      | Levadia Tallinn         | 3–2 | 1–1    | 4–3        |
| 2010/11 | Liga Mistrzów    | 3Q      | FC Basel                | 0–2 | 1–3    | 1–5        |
| 2010/11 | Liga Europy      | PO      | Liteks Łowecz           | 2–0 | 2–1    | 4–1        |
| 2010/11 | Liga Europy      | Grupa I | Metalist Charków        | 0–5 | 1–2    | 4. miejsce |
| 2010/11 | Liga Europy      | Grupa I | UC Sampdoria            | 2–0 | 0–1    | 4. miejsce |
| 2010/11 | Liga Europy      | Grupa I | PSV Eindhoven           | 1–2 | 0–3    | 4. miejsce |
| 2012/13 | Liga Mistrzów    | 2Q      | Skënderbeu Korcza       | 3–0 | 0–1    | 3–1        |
| 2012/13 | Liga Mistrzów    | 3Q      | BATE Borysów            | 0–2 | 1–1    | 1–3        |
| 2012/13 | Liga Europy      | PO      | Club Brugge             | 0–3 | 1–4    | 1–7        |
| 2013/14 | Liga Europy      | 2Q      | Strømsgodset            | 0–3 | 2–2    | 2–5        |
| 2014/15 | Liga Mistrzów    | 2Q      | Cliftonville            | 2–0 | 0–0    | 2–0        |
| 2014/15 | Liga Mistrzów    | 3Q      | BATE Borysów            | 1–0 | 1–3    | 2–3        |
| 2014/15 | Liga Europy      | PO      | BSC Young Boys          | 0–0 | 1–3    | 1–3        |
| 2015/16 | Liga Europy      | 1Q      | Sutjeska Nikšić         | 3–0 | 0–2    | 3–2        |
| 2015/16 | Liga Europy      | 2Q      | Skonto                  | 9–2 | 2–2    | 11–4       |
| 2015/16 | Liga Europy      | 3Q      | Rosenborg               | 2–3 | 1–3    | 3–6        |
| 2016/17 | Liga Europy      | 1Q      | La Fiorita              | 2–0 | 5–0    | 7–0        |
| 2016/17 | Liga Europy      | 2Q      | Tarpieda-BiełAZ Żodzino | 1–2 | 0–1    | 1–3        |
| 2019/20 | Liga Europy      | 1Q      | FK Kukësi               | 3–0 | 1–1    | 4–1        |
| 2019/20 | Liga Europy      | 2Q      | Torino                  | 1–4 | 0–3    | 1–7        |

### 2021–
| Sezon   | Rozgrywki               | Runda | Klub             | Dom | Wyjazd | Ogólnie     |
| ------- | ----------------------- | ----- | ---------------- | --- | ------ | ----------- |
| 2023/24 | Liga Konferencji Europy | 2Q    | Alaszkert Erywań | 1–2 | 1–0    | 2–2, k: 3–1 |
| 2023/24 | Liga Konferencji Europy | 3Q    | Rapid Wiedeń     | 0–5 | 0–0    | 0–5         |